# Dmitrij Lyskov
Dmitrij Anatol'evič Lyskov (in russo Дмитрий Анатольевич Лысков?; Glazov, 24 settembre 1987) è un giocatore di calcio a 5 russo.

## Carriera
All'epoca della militanza nel Lipeck, Lyskov fu convocato nella Russia Under-21 con cui vinse il campionato europeo 2008. In seguito ha preso parte, con la nazionale maggiore, a tre campionati europei nonché alla Coppa del Mondo 2016.

## Palmarès

### Competizioni nazionali
- Campionato russo: 4
Gazprom Jugra: 2014-15, 2017-18, 2021-22
KPRF Mosca: 2022-23

### Competizioni internazionali
- Coppa UEFA: 1
Gazprom Jugra: 2015-16